# Makovište
Makovište es un pueblo ubicado en la municipalidad de Kosjerić, en el distrito de Zlatibor, Serbia.

## Superficie
Posee una superficie de 36,69 kilómetros cuadrados.

## Demografía
Hasta 2011 la población era de 705 habitantes, con una densidad de población de 19,21 habitantes por kilómetro cuadrado.